# 圣但尼德皮勒
圣但尼德皮勒（法語：Saint-Denis-de-Pile，法語發音：[sɛ̃ dəni də pil]）是法国吉伦特省的一个市镇，位于该省东北部，属于利布尔讷区。

## 地理
圣但尼德皮勒（44°59'30"N, 0°12'22"W）面积28.27 平方千米，位于法国新阿基坦大区吉倫特省，该省份为法国西南部沿海省份，是法國本土面积最大的省，北起滨海夏朗德省，西临大西洋，南至朗德省，东南接洛特-加龍省，东临多爾多涅省。
与圣但尼德皮勒接壤的市镇（或旧市镇、城区）包括：阿布扎克、莱萨尔蒂盖德吕萨克、莱比约、邦扎克、拉朗德德波姆罗勒、蒙塔涅、萨布隆、伊勒河畔萨维尼亚克。

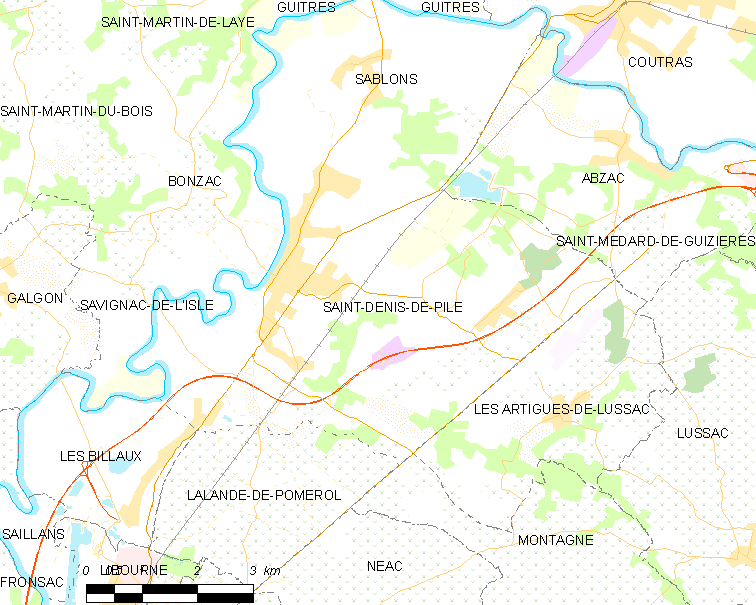
圣但尼德皮勒的OSM定位图

圣但尼德皮勒的时区为UTC+01:00、UTC+02:00（夏令时）。

## 行政
圣但尼德皮勒的邮政编码为33910，INSEE市镇编码为33393。

## 政治
圣但尼德皮勒所属的省级选区为北利布尔奈县。

## 人口

1962-2008年间圣但尼德皮勒人口变化图示

圣但尼德皮勒于2022年1月1日时的人口数量为5916人。